# Teniente Uribe (LM-39)
La Teniente Uribe (LM-39) de la Armada de Chile fue una lancha de ataque rápido del tipo 148,le debe su nombre al Teniente 1º Luis Uribe Orrego,que participó como Segundo Comandante de la Corbeta Esmeralda en el Combate Naval de Iquique el 21 de mayo de 1879. Estaba encuadrada en el Comando de Misileras Norte con base en la ciudad de Iquique. Es una lancha tipo "Tiger" construida para la Armada de Alemania en los astilleros de Cherburgo, Francia. 
Estuvo en servicio para esa armada en el 3.er. Escuadrón de lanchas rápidas, sirvió 26 años para la Armada de Alemania y el 22 de septiembre de 1998 fue dada de alta en la Armada de Chile y arribó a la Base Naval de Talcahuano para ser reacondicionada y puesta en servicio en el Comando de Misileras Norte.
El 4 de marzo de 2014 desde su puerto base en Iquique, emprendió su último viaje hacia Talcahuano, donde fue dada de baja el 31 de marzo de 2014.